# Kofun-kor

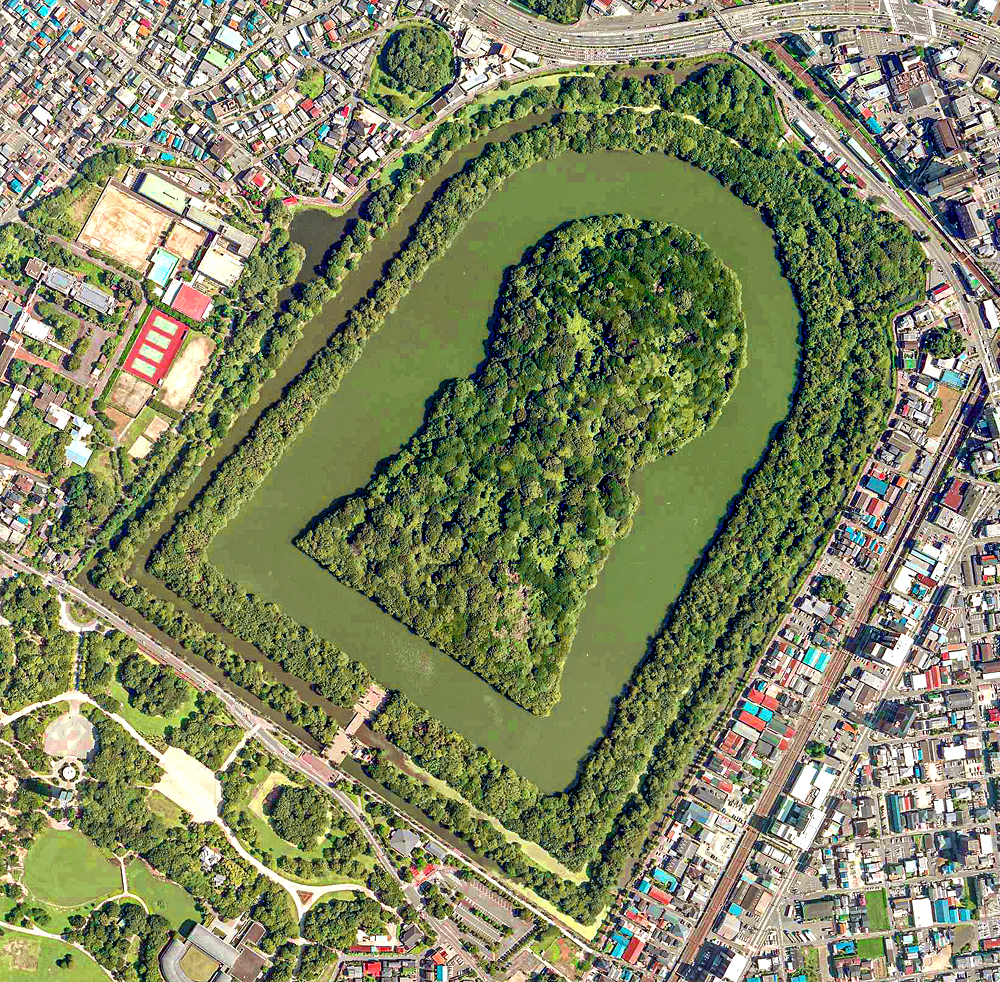
Nintoku császár sírja

A Kofun-kor (古墳時代, Kofun dzsidai) korai japán történelmi időszak, az Aszuka-korral egybefoglalva Jamato-kor része. A Kofun-kor maga a Jajoi-kort követi, körülbelül 250-től egészen 538-ig tartott. A kofun japán szó a tipikusan erre a korra jellemző halomsírokra utal.
A Kofun-kor a kulturális különbségek miatt elválasztandó az Aszuka-kortól. A Kofun-kor erősen sintó beállítottságú volt, mely előbb volt jelen a területen, mint a buddhizmus.
A korszak nyomai egészen Nyugat-Honsú és Észak-Kjúsútól (az ezen a környéken található tanegasimai kofun stílusú halomsírok és két nagyon régi jakusimai sintó szentély tanúskodnak ezen korszak déli határairól) a mai, északi Niigata prefektúrában található Tainai-ig megtalálhatóak (ahol egy Jamato-birodalomhoz köthető személy sírját tárták fel), feltételezvén ezt a helyet a birodalom északi határának.
Ez a szócikk főként a kor kulturális és szociális jellemzőivel foglalkozik, csupán rövid történelmi összefoglalóval.

## Kofun sírok

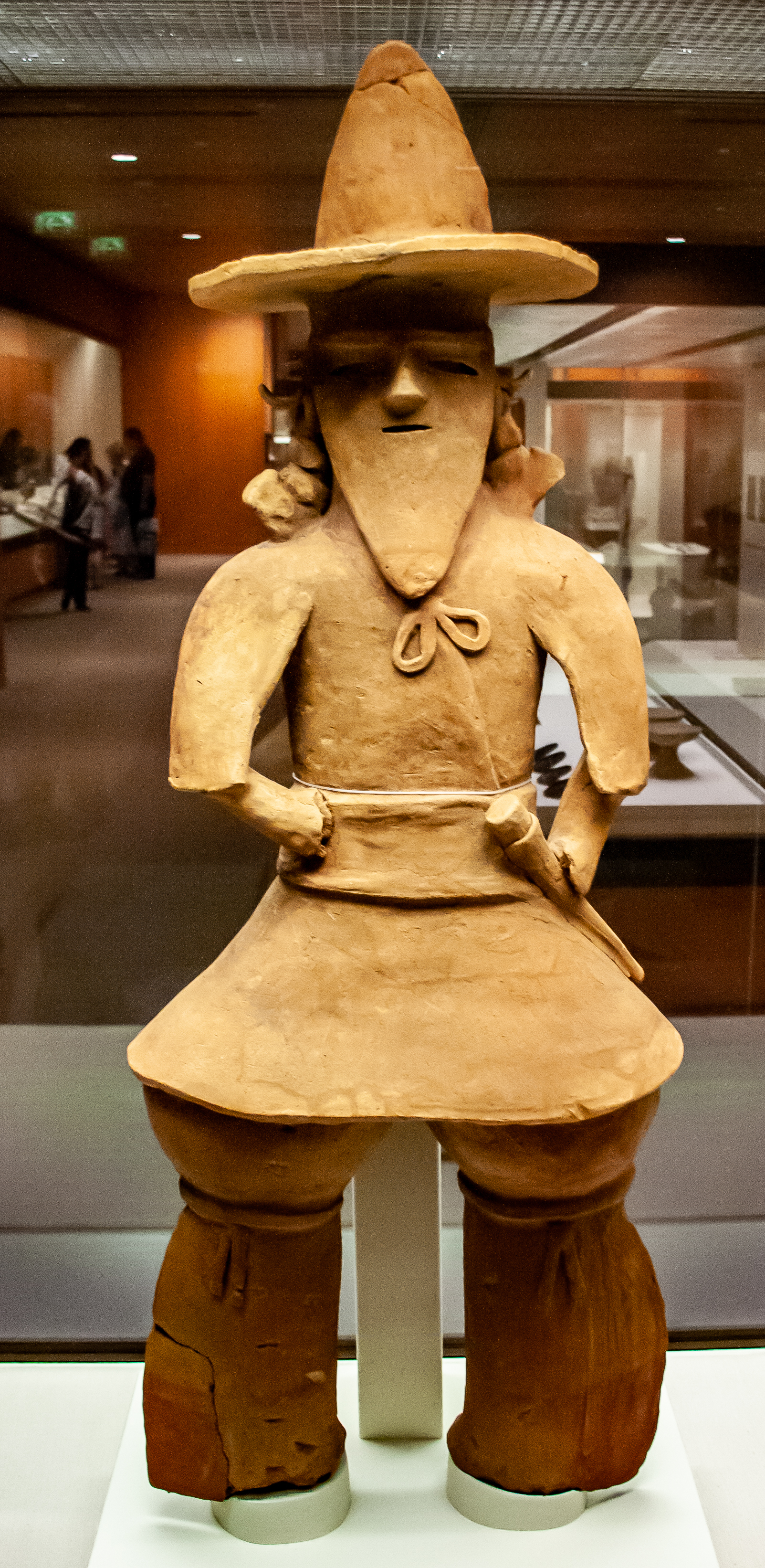
Törzsfőnököt ábrázoló haniva, i. sz. 500 körül, British Museum

A kofun sírok (a közép-kínai kú 古 „ősi” és bjun 墳 „temetkezési halom”) meghatározóan a vezető réteg temetkezési helyéül szolgáltak a harmadik századtól egészen a hetedik századig, a Jamato-korszak első fele pedig ezen jellegzetes sírokról kapta nevét. A halomsírok méretes, kőből készült temetkezési kamrákat rejtettek magukban. Némely kofunok (rend szerint a kivételesen nagyok és fontosak) árkokkal vannak körülvéve.
A kofunok többféle formában léteznek, ezek közül a kör és négyzet alapúak a leggyakoribbak. A legegyedülállóbb forma a kulcslyuk-alakú kofun, mely egy négyzet és kör összetételéből áll (maga a sírkamra a kör alakú részben helyezkedik el ezek esetében). A kofunok méretben változnak a pár méterestől az akár 400 méter hosszúságot elérőig, a sírok területén pedig gyakran haniva figurákat temettek el.

### Fejlődés
A legősibbnek tartott kofun a Szakurai (Nara) területén található Hokenojama Kofun, ami egészen a harmadik századig nyúlik vissza. Később a szintén narai Makimuku kerületben a negyedik század elején további, kulcslyuk alakú kofunok épültek (Hasihaka, Sibuja Mukaijama). A kulcslyuk alakú kofunok először Jamato és Kavacsi környékéről (ahol a Daiszenrjó is megtalálható) indultak és terjedtek el az ország többi részén, a Tóhoku régió kivételével, az ötödik században. Ezek az extravagáns kofunok később a hatodik században eltűntek, valószínűsíthetően a Jamato udvarban bekövetkezett drasztikus reformok következtében (A Nihonsoki erre az időre datálja a buddhizmus megjelenését). A két utolsó legnagyobb kofun az oszakai Imasirozuka (hosszúsága 190 méter, ma úgy gondolják, Keitai császár sírja) és a fukuokai Ivatojoma (hosszúsága 135 méter, ma úgy gondolják, Keitai császár politikai ősellenségének, Ivainak a sírja, erre a „Csikugo no Fudoki” ad bizonyosságot).
A Mozu-kofunok és Furuicsi-kofunok 2019-ben a Világörökség részeivé váltak.

## Jamato udvar
A jamataikoku körül zajló egyet nem értés végett a tényleges Jamato uralkodás kezdete vitatott, de az általános megegyezés szerint általában 250-től számolják. Általánosan elfogadott az is, hogy a kofunokat a jamatok birtokolták és egészen a negyedik századig hegemóniát tartottak fenn. A területi uralkodók megmaradtak ezekben az időkben, olyan helyeken mint Kibi (a jelenlegi Okajama prefektúra), Izumo (Simane prefektúra), Koshi (Fukui és Niigata prefektúra), Kenu (észak-Kantó), Csikusi (észak-Kjúsú) és Hi (közép-Kjúsú). A jamatok csak a hatodik században kezdték el meghódítani az egész délkeleti térséget. A Jamatok kapcsolata Kínával a negyedik században kezdődhetett, a Szung su legalábbis erről számol be.
A Jamato alkotmányt, amely a késői ötödik században alakult csak ki, a nagyobb családok törzsszövetséget (豪族: gózoku) alkottak, ennek az élén állt az ókimi (nagykirály). Minden nemzetséget egy családfő vezetett (氏上: udzsi-no-kami), akik szertartásokat hajtottak végre a kamiknak, hogy bebiztosítsák a nemzetség jólétét. A klántagok tették ki az arisztokráciát, a legjelentősebb családfők pedig megkapták a kabane rangot, ami politikai titulust garantált. A kabane rang öröklődött és a családnév helyett használták.
Pár nyugati tudós a Kofun-kort néhol Jamato-korként is említi, főként azért, mert ez a család nőtt ki a kor végére a császári dinasztiává. A Jamato azonban a koron belül csak egy volt a sok nemzetség közül, így ez az azonosítás nem teljesen helytálló.
A Jamato név szinonimája lett szinte egész japánnak, ahogy a Jamato uralkodók elnyomták a többi vezetőt és mezőgazdasági területekre tettek szert. A kínai modellt követve (és átvéve a kínai írást) központi irányítást kezdtek el kiépíteni alárendelt klánvezetőkkel, de folyton változó székhellyel (a korban nem volt egy főváros, ami hosszú ideig birtokolta volna ezt a címet). A híres erős klánok a Szóga, Kacuraki, Heguri és Koze klán volt a Jamato és Bize tartományokban, míg a Kibi az Izumó tartományban. Az Ótomo és Mononobe klánok voltak a hadügyi vezetők míg a Nakatomi és Inbe klánok gondoskodtak a rituális feladatokról. A mesterségek céhekbe rendeződtek.

## A kofun-kori társadalom és kultúra

### Tóraidzsin
A kifejezés olyan személyekre vonatkozik, akik nem a szigetország területéről eredeztethetők, mégis beolvadtak az ókori japán társadalomba, főként a Rjúkjú-szigetekről érkező kínaiakra illetve a koreai-félszigetről bevándorlókra vonatkozóan. Ők rengeteg aspektusát hozták be a kanai kultúrának az akkori japánba. Elismerve a tudásukat, a Jamatok kiváltságos bánásmódban részesítették őket. A Sinszen Sójiroku szerint a déli területen lévő 1182 klán közül 163 család volt kínai, 104 család Pekcse, 41 Kogurjo, 6 Silla és 3 Gaja területéről származott. Ezek valószínűleg olyan családok voltak, akik 365 és 645 között költöztek Japán területére.

### Nyelv
A japánok, kínaiak és koreaiak főként kínai karaktereket használva hagytak írásos emlékeket, megnehezítve ezzel az egyedi kiejtése követését és a nyelvek elkülöníthetőségét. Ebben a korszakban a nemesség körében egyre elismertebbé vált a külföldiek írástudása. Az Inarijama kard kínai karakterekkel írt szöveget tartalmazott, amely ekkoriban használatos volt Kína területén.

### Haniva

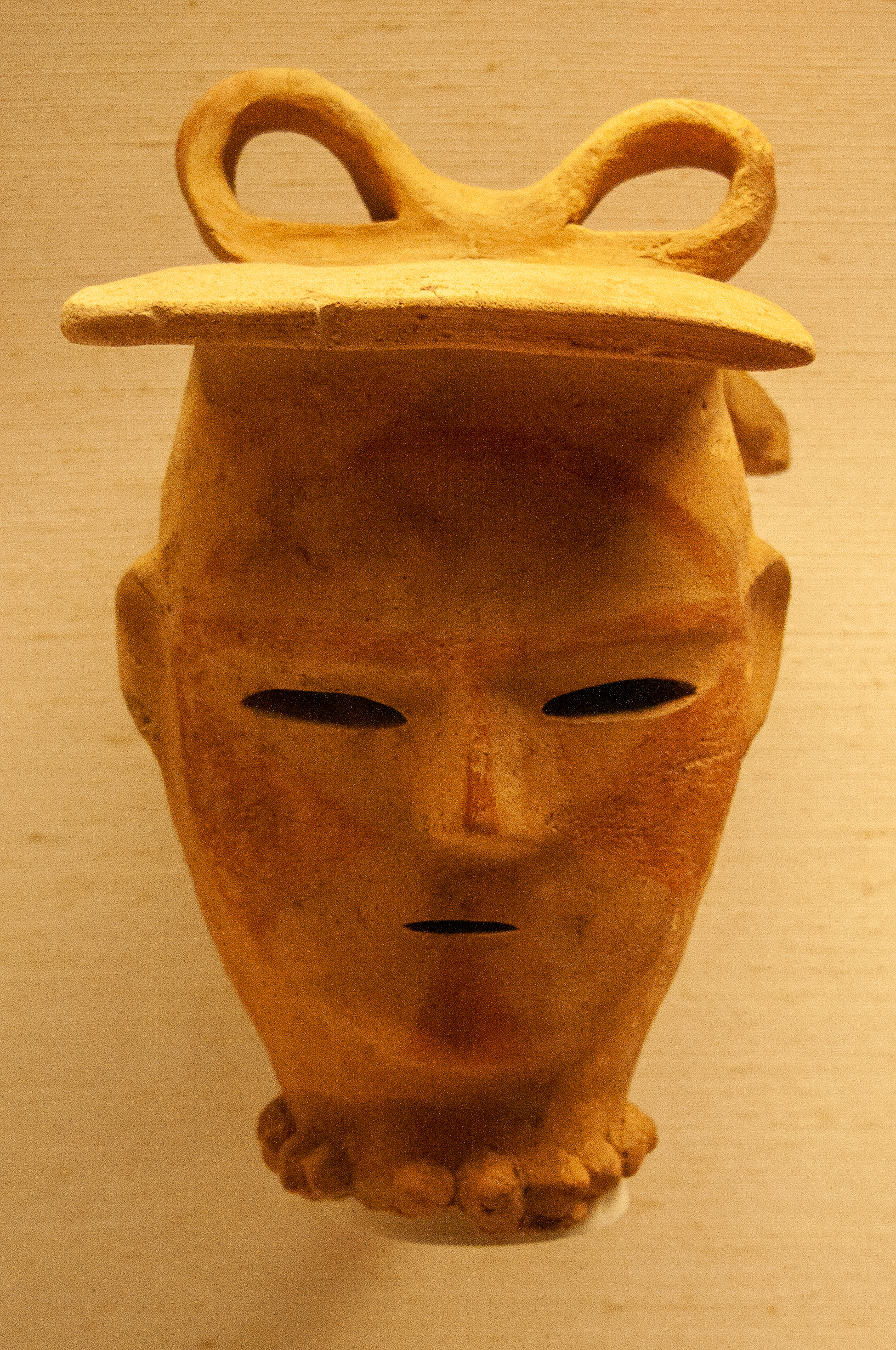
Eredetileg egész alakos haniva, fiatal táncosnőt ábrázol

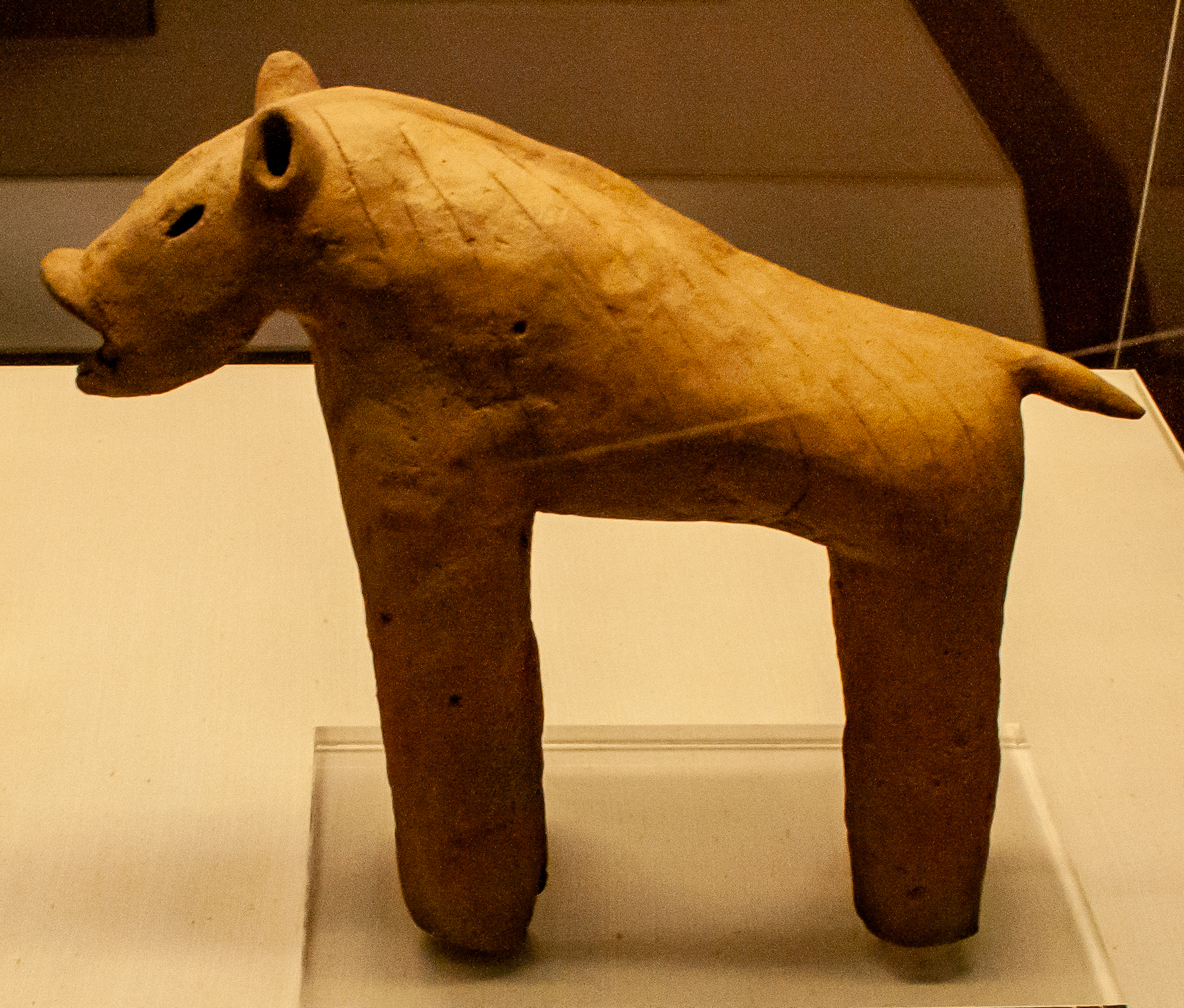
Vaddisznót ábrázoló haniva. A sírokban gyakran egész vadászjeleneteket helyeztek el, ha az elhunyt szerette a vadászatot

A harcosok páncélt és kardot viseltek, hasonlóképp mint északkelet-ázsiában, erre pedig remek példák a hanivák (埴輪, „agyaggyűrű”), amik ezt a szokást megörökítették. Az agyagfigurák az arisztokrácia sírjai köré voltak helyezve felajánlásként, ezeknek formája pedig nem csak katonát formálhatott, hanem rengeteg mást is: madarak, lovak, legyezők, halak, házak, fegyverek, pajzsok, napernyők, párnák és emberi figurák. A magatama (勾玉, „ívelt drágakő") a nemesek jelképévé vált.

### Az anyagi kultúra megjelenése
A korban Japán közeli politikai és kulturális kapcsolatban állt Kína déli dinasztiáival a koreai-félszigeten keresztül. A legfényesebb példája ennek a szinte ugyanolyan mintákkal és stílussal bíró bronztükrök, melyeknek valószínűleg rituális jelentőségük is volt. A selyemhernyó-tenyésztés és szövés is a kínai eredetű Hata klánnak (Qín 秦) köszönhető, legalábbis a japán történetek így számolnak be.

## Az aszuka-korhoz közelítve
A Kofun-kor az Aszuka-korba vezetett át a hatodik század közepén a buddhizmus megjelenésével. A vallás hivatalosan 538-ban lett bevezetve, és ezt az évszámot tartjuk az új történelmi korszak kezdetének. Az Aszuka-kor mélyen a kínai kultúra hatása alatt állt, és bár a Kofun-kor hivatalosan véget ért, kulturális vonatkozásai továbbra fellelhetők voltak az Aszuka-korban.

## Fordítás
- Ez a szócikk részben vagy egészben  a   Kofun period című angol Wikipédia-szócikk fordításán alapul.  Az eredeti cikk szerkesztőit annak laptörténete sorolja fel. Ez a jelzés csupán a megfogalmazás eredetét és a szerzői jogokat jelzi, nem szolgál a cikkben szereplő információk forrásmegjelöléseként.